# 西里里
10°36′14″S 37°06′46″W / 10.60389°S 37.11278°W
西里里（葡萄牙語：Siriri），是巴西的城鎮，位於該國東北部，由塞爾希培州負責管轄，始建於1874年3月26日，面積169平方公里，海拔高度38米，2014年人口8,588，人口密度每平方公里50.83人。